# Blansko
Blansko je tvornički grad u češkoj pokrajini Južnoj Moravskoj, najveći grad distrikta Blansko. Nalazi se na poznatom Moravskom kršu.
Prvi se puta spominje 1141. kao dvorac, a kao grad 1277. godine. Poslije 1766. bio je poznat po tome što su u njemu živjeli mnogi znanstvenici.
Od kulturnih znamenitosti ističu se dvorac i muzej Blansko te crkva Svetog Martina.
Prema procjeni iz 2010. godine grad je imao 21.107 stanovnika.

## Vanjske poveznice
- Službena stranica (češ.)(tal.)(njem.)(engl.)

### Ostali projekti
|  | Zajednički poslužitelj ima još gradiva o temi Blansko |